# Heinrich Scherk
Heinrich Ferdinand Scherk (1798-1885) fue un matemático alemán conocido por sus trabajos en superficies minimales y en la distribución de los números primos.

## Vida y obra
Nacido en una familia humilde, Scherk comenzó sus estudios a los once años en Breslavia (entonces denominada Breslau; actualmente Wrocław, en Polonia). En 1818 ingresó en la Universidad de Breslau. Compaginó los estudios con clases particulares para obtener unos ingresos. Empezó a interesarse por las matemáticas, y en 1820 ingresó en la Universidad de Königsberg para estudiar con Bessel. Por recomendación de este, pasó el último año en la Universidad de Göttingen, donde estudió con Gauss. En 1823 obtuvo su doctorado por la Universidad de Berlín.
En 1824 obtuvo la habilitación como profesor universitario y en marzo de 1826 fue nombrado profesor asociado de la Universidad de Halle, donde permaneció hasta 1833. En este año fue nombrado profesor titular de la Universidad de Kiel, de la que posteriormente fue rector durante varios años y consiguió la confianza de la casa real danesa (en aquella época la ciudad pertenecía a la Corona danesa). Su germanismo lo llevó a dimitir en 1852 después de la primera guerra de Schleswig, ganada por los daneses frente a los alemanes.
Tras dimitir, se fue a vivir a Bremen, donde impartió clases en el Instituto Blochmann, predecesor de la actual Universidad Técnica de Bremen, durante unos años. En 1858 aceptó un puesto de profesor en una escuela secundaria de Bremen, que mantuvo hasta su jubilación en 1874.
Scherk es recordado por dos cosas: por haber sido el primero en estudiar las propiedades comunes de los determinantes y por haber descubierto dos superficies minimales nuevas.

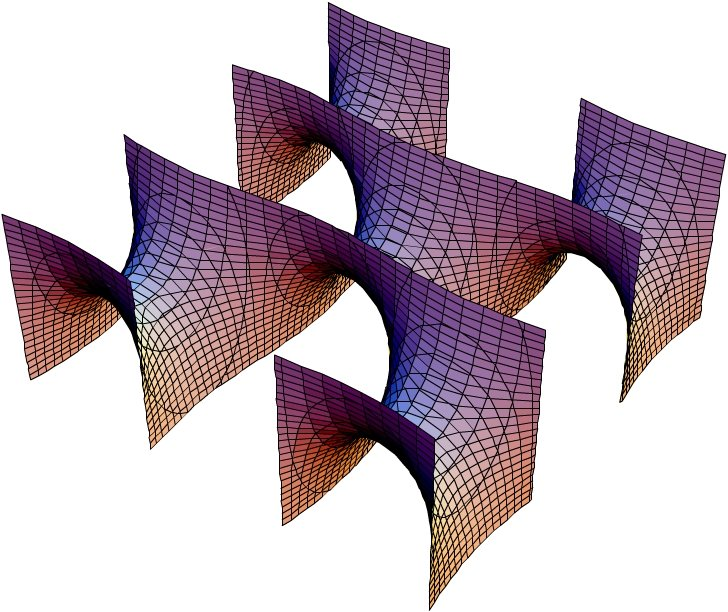
Nueve periodos de la primera superficie minimal dede Scherk

El estudio de las superficies minimales fue iniciado por Lagrange en la década de 1760, pero fue el ingeniero Jean Baptiste Meusnier quien en 1776 descubrió que la helicoide y la catenoide también eran superficies minimales y que su característica fundamental era la de tener curvatura media de cero en todos sus puntos. Scherk descubrió dos superficies minimales nuevas: las que resuelven las ecuaciones
{\displaystyle u_{n}:\left(-{\frac {\pi }{2}},+{\frac {\pi }{2}}\right)\times \left(-{\frac {\pi }{2}},+{\frac {\pi }{2}}\right)\to \mathbb {R} }
y
{\displaystyle \sin(z)-\sinh(x)\sinh(y)=0}
Estas superficies son conocidas como superficies de Scherk.